# Церковь Владимирской иконы Божией Матери (Арзамас)
Церковь Владимирской иконы Божией Матери располагается в городе Арзамасе на улице Ленина, рядом с Нижней автостанцией города.

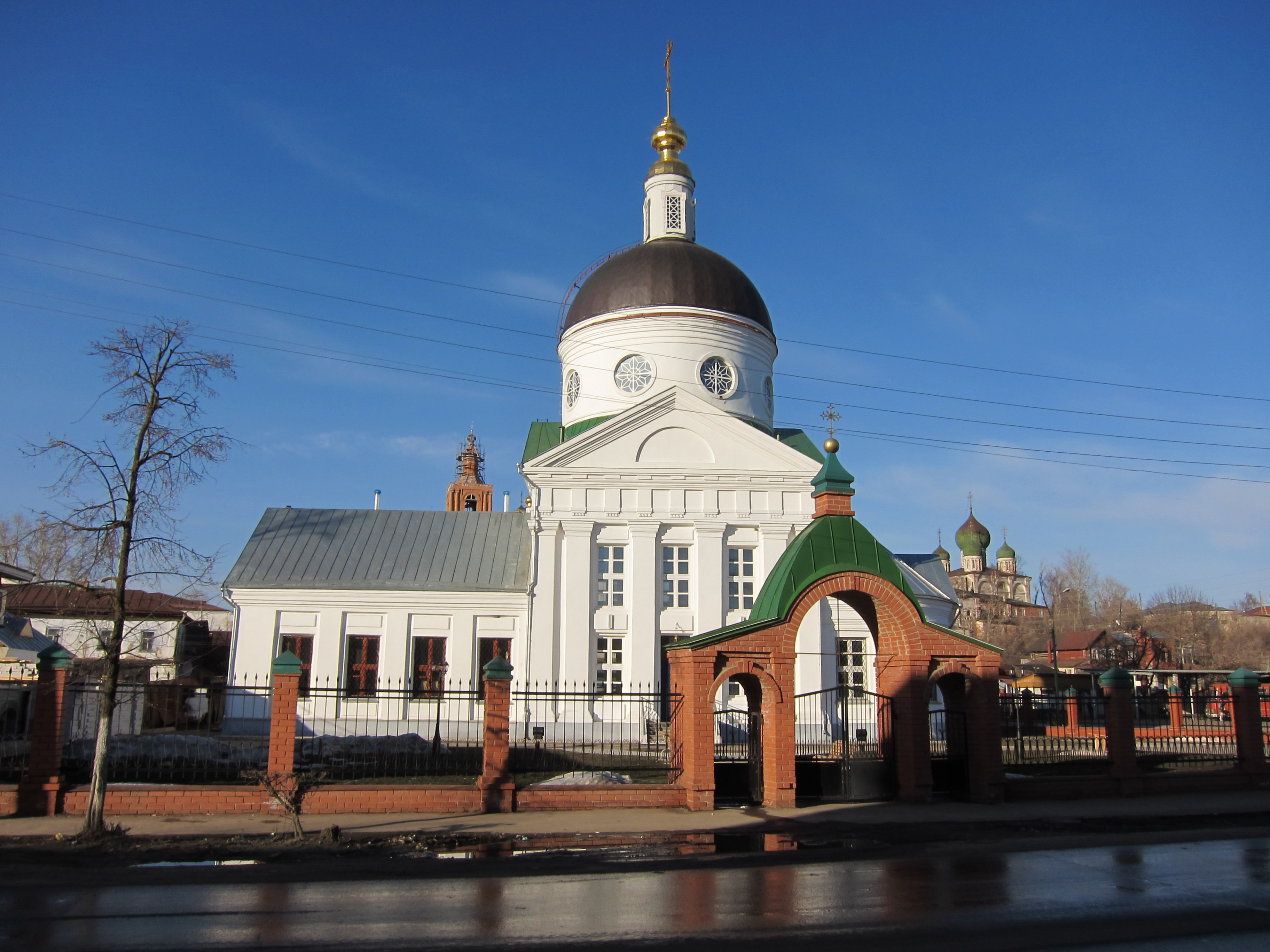
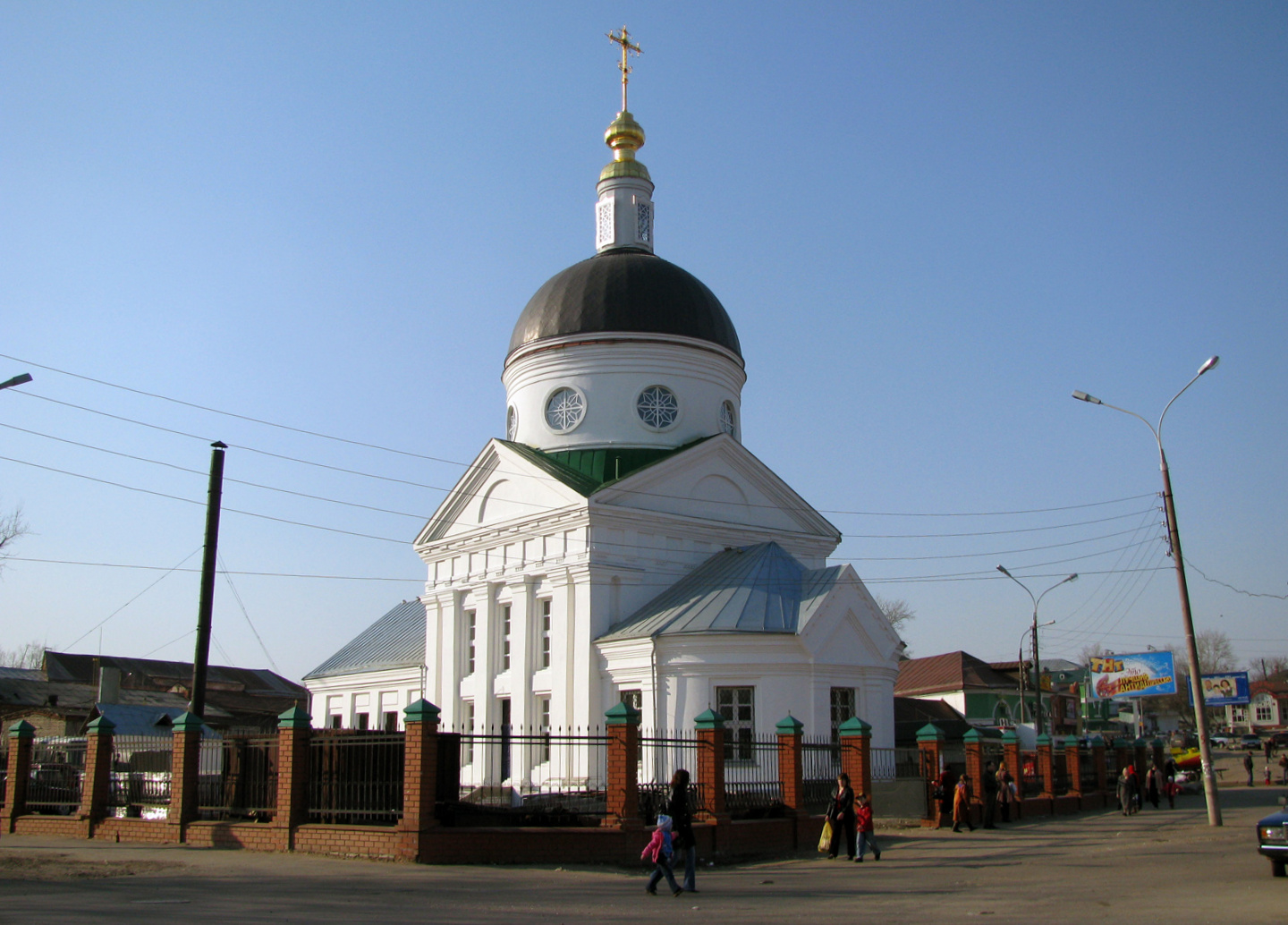

Церковь Владимирской иконы Божией Матери построена в 1802 году. Ранее на её месте находилась древняя церковь - преподобных Зосимы и Савватия Соловецких, поэтому новую церковь, получившую соответствующий придел (правый), назвали также Зосимовской. Левый придел освятили в честь святителя Димитрия Ростовского. Рядом находилась зимняя церковь Богоявления Господня (1818 г.), полностью утраченная в советское время. Ее приделы - великомученика Димитрия Солунского (правый) и великомученицы Варвары (левый).